# Perama (Attika)
Perama (griechisch Πέραμα (n. sg.)) ist ein Vorort der griechischen Stadt Piräus und bildet den westlichsten Teil des Athener Ballungsraums.

## Geografie

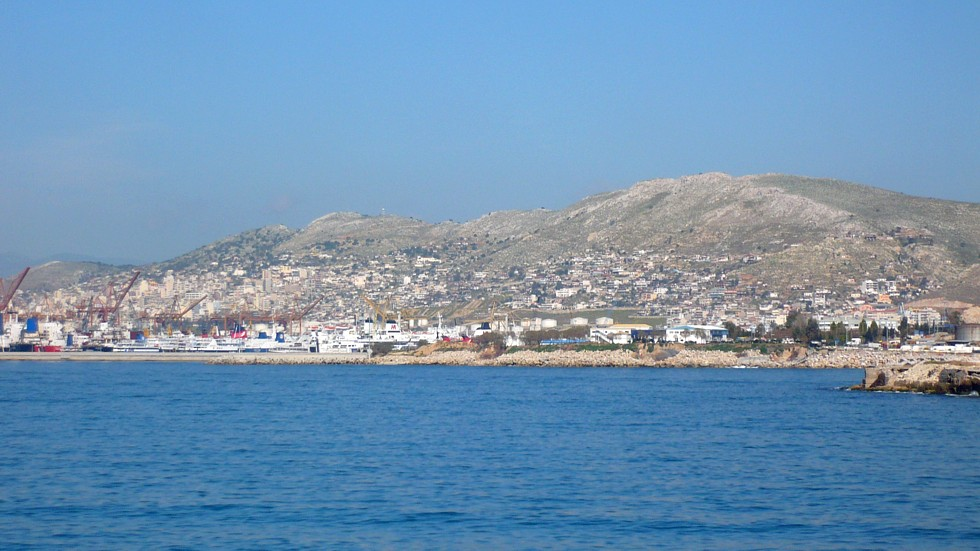
Perama von Süden

Das Gemeindegebiet Peramas bedeckt den westlichen Ausläufer des Egaleo, der eine felsige Halbinsel im Saronischen Golf bildet, die in der Antike Amphialē (altgriechisch Ἀμφιάλη) genannt wurde. Die Nordküste liegt an der Bucht von Elefsina, im Südosten reicht das Gebiet bis in die Bucht von Keratsini hinein. Die Stadt liegt am Südhang vor einem Grat, der an seinem höchsten Punkt, dem Gipfel Agia Triada, 266 m Seehöhe erreicht. Da von diesem Grat der Perserkönig Xerxes die Schlacht von Salamis beobachtet haben soll, wird er von der Bevölkerung auch als „Thron des Xerxes“ bezeichnet. Nördliche Nachbargemeinde ist Chaidari, im Osten grenzt Keratsini-Drapetsona an das Gebiet. Vor Perama liegt westlich und südlich die Insel Salamis, die Straße von Salamis zwischen beiden ist nur rund einen Kilometer breit. Besiedelt ist der südliche Küstenabschnitt der Halbinsel auf einer Länge von rund neun Kilometern, knapp zwei Kilometer den Hang hinauf. Perama liegt rund 15 Kilometer westlich des Athener Zentrums und rund sieben Kilometer nordwestlich von Piräus; sein Stadtgebiet ist der westlichste Teil des Athener Ballungsraums und durch die Berge klar von der Athener Ebene abgegrenzt, die einen geschlossenen urbanen Stadtraum bildet.
Die Gemeinde gliedert sich in die Stadtteile Perama an der westlichen Küste und Kariotika (Καριώτικα, nach Neusiedlern aus Ikaria) am Hang darüber. Neo Ikonio im Osten an der Grenze zu Keratsini wird vom übrigen Gemeindegebiet durch Industrieanlagen getrennt. Hinzu kommt im Osten der Gemeinde außerhalb des ausgewiesenen Baugebiets eine wilde Siedlung mit rund 4000 Einwohnern.

## Geschichte

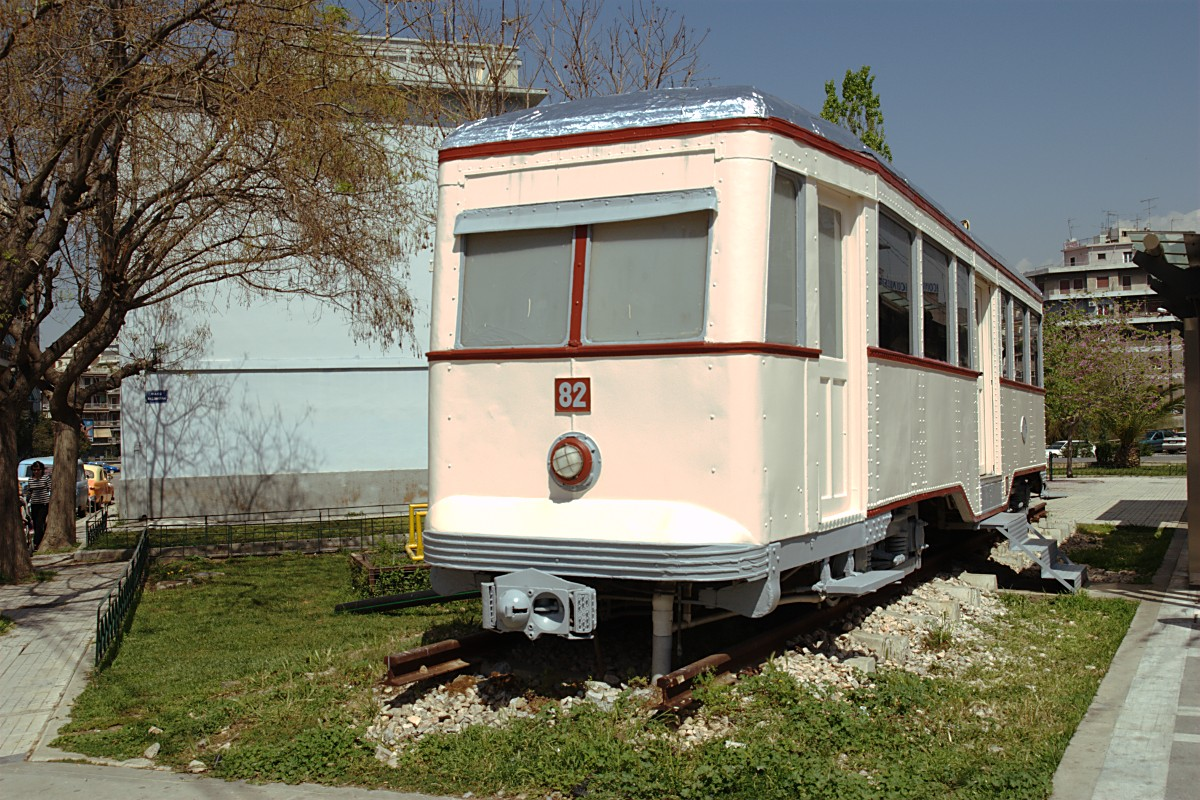
Stillgelegter Straßenbahnwagen aus Perama

Im 19. Jahrhundert befand sich am westlichen Ende des heutigen Gemeindegebiets am Ende einer Straße aus Piräus der Anleger für die Fähre (griechisch perama) nach Kamatero auf Salamis. 1920 wurden dort vier Haushalte mit 22 Einwohnern gezählt. Nach dem Griechisch-Türkischen Krieg wurden in den 1920er Jahren Flüchtlinge aus der Türkei auf dem Gebiet angesiedelt. So heißt das östliche Viertel der Stadt nach einem der Herkunftsorte Neo Ikonio (‚Neu-Konya‘). Von den 1928 verzeichneten 331 Einwohnern Peramas waren 218 Flüchtlinge. Als der zentrale Hafen von Piräus erweitert wurde, mussten die dort ansässigen Werften weichen: 1928 wurde der Bau der ersten Werft in Perama begonnen und allmählich der gesamte Küstenabschnitt mit Werften bebaut, was bis heute der hauptsächliche Wirtschaftszweig der Gemeinde ist. Die Ansiedlung der Werften führte zu einem Zuzug von griechischen Inseln, besonders aus Samos und Symi.
An den Werftanlagen entwickelte sich in den 1960er Jahren ein Viertel mit Tavernen und Nachtlokalen. Ein charakteristisches Symbol dieser Zeit war die Straßenbahn, die von 1938 bis 1977 die Linie Piräus–Perama bediente.
| 1920 | 1928 | 1940  | 1951  | 1961   | 1971   | 1981   | 1991   | 2001   | 2011   |
| ---- | ---- | ----- | ----- | ------ | ------ | ------ | ------ | ------ | ------ |
| 22   | 331  | 1.462 | 4.900 | 14.694 | 18.258 | 23.012 | 24.119 | 25.720 | 25.389 |

1934 wurde Perama aus der Gemeinde Piräus ausgegliedert und als Landgemeinde selbständig, 30 Jahre später (1964) schließlich zur Stadtgemeinde hochgestuft, als die Einwohnerzahl von 10.000 überschritten war.

## Politik
Seit 1999 pflegt Perama eine Partnerschaft zu Evdilos auf Ikaria.

## Wirtschaft und Infrastruktur

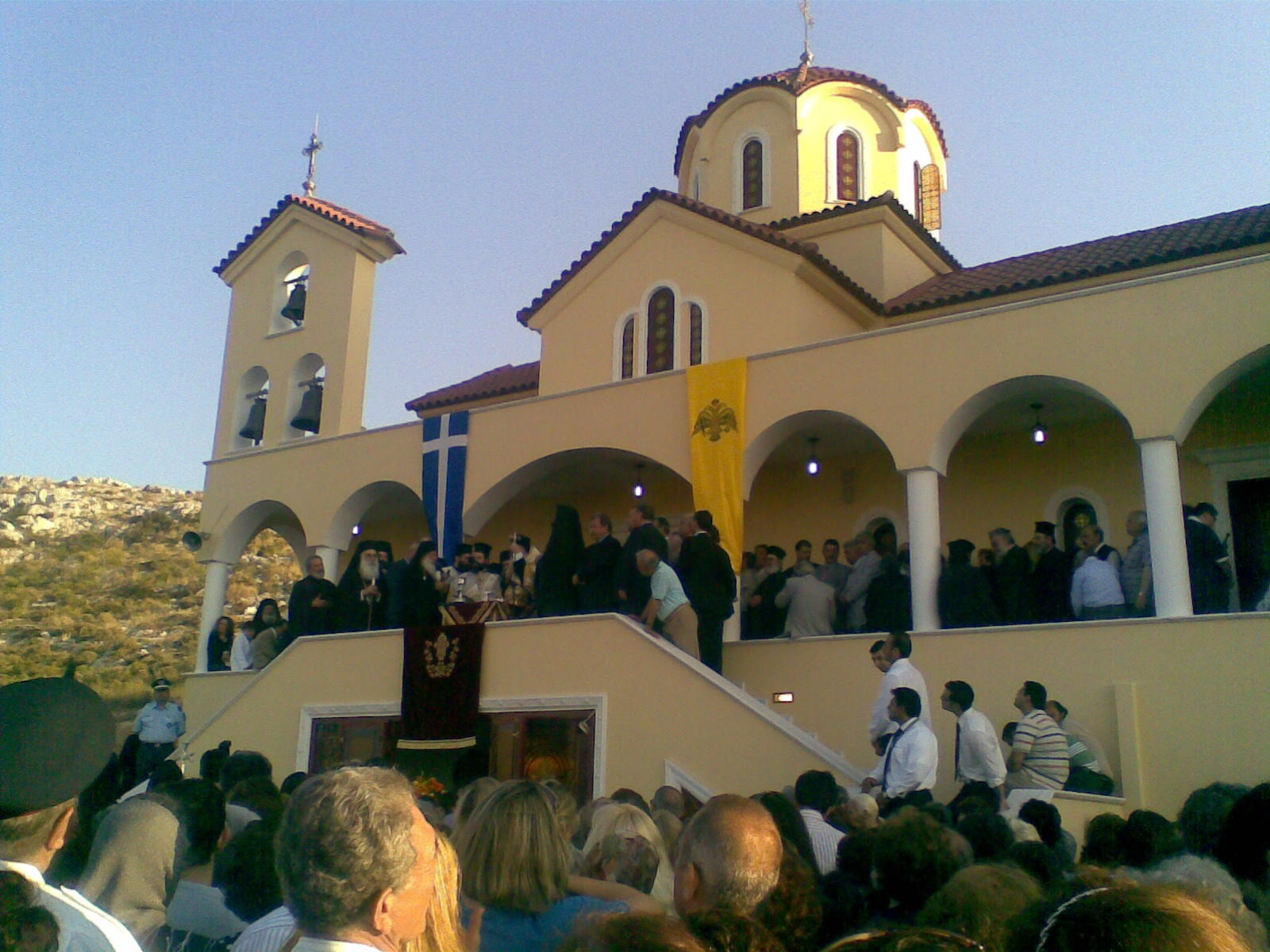
Einweihungsfeier des Klosters

Wichtigster Wirtschaftszweig Peramas sind die Hafen- und Werftanlagen. Östlich der Werften liegt ein großer Container-Terminal mit Gleisanschluss in Richtung Norden, dahinter unterhalten fünf Firmen der griechischen Petrochemie Lager für 175.000 Kubikmeter chemischer Stoffe, was rund 15 Prozent der griechischen Speicherkapazität entspricht. Die Mehrheit der Einwohner arbeitet für die Werften. Diese gelten als einer der gefährlichsten Arbeitsplätze in Europa mit einer großen Zahl an Arbeitsunfällen, darunter ein schwerer Unfall am 24. Juli 2008. Insgesamt ist die Werftindustrie vor Ort in einer schweren Krise.
Durch die am Ort befindliche petrochemische Industrie ist die Umweltbelastung in Perama sehr hoch; eine Müllhalde auf dem Berg, die chemisch stark belastet ist, soll renaturiert werden. Hinzu kommt die Nähe zur Insel Psyttalia, von deren Kläranlage eine starke Geruchsbelästigung ausgeht. Die oberen Bereiche der Stadt sind verkehrs- und infrastrukturmäßig schlecht ausgestattet, das Wohngebiet reicht bis auf wenige Meter an die Industrieanlagen heran. Auch das Meer ist stark durch Umweltgifte belastet, hinzu kommt eine Vielzahl von Schiffswracks, die nicht gehoben wurden. Zudem kann die Gemeinde von den ansässigen Unternehmen nur unzureichend profitieren, da das Gebiet als Zollfreigebiet ausgewiesen ist. Die Gemeinde ist mit öffentlichen Freiräumen, Parks und Sportanlagen schlecht ausgestattet.
Im Norden der Gemeinde hat Perama Anteil an der Marinebasis Skaramangas, die zur Basis auf Salamis gehört. Hinter dem Grat des Agia Triada wurde 2009 ein vom Metropoliten Nikeas gegründetes Kloster der Heiligen Väter (Ιερά μονή Αγίων Πατέρων) eingeweiht.
Fünf Kilometer östlich von Perama beginnt die griechische A 1, die Haupt-Nordsüdverbindung des Landes. Eine Nationalstraße führt über den Egaleo nach Aspropyrgos und zur A 65. Die Straßen Peramas sind mit Schwerverkehr überbelastet und stark unfalllastig, zumal die Gemeinde nur über eine einzige Straße nach Osten verlassen werden kann.
Mit den Erweiterungsplänen der Straßenbahn Athen sollte Perama wieder an das Streckennetz angeschlossen werden, der Plan wird aber aktuell nicht mehr verfolgt. Der öffentliche Nahverkehr wird durch Omnibusse abgedeckt.
Perama ist immer noch ein wichtiger Hafen für den Fährverkehr nach Salamis. Ein unterseeischer Tunnel soll den Athener Autobahnring mit der Insel verbinden und Perama vom Autoverkehr entlasten.